# Emmanuèle de Lesseps
Pour les articles homonymes, voir Lesseps.
Emmanuèle de Lesseps, née le 21 juin 1946, est une nouvelliste, une traductrice, et une adaptatrice d’œuvres pour la jeunesse. C’est également une féministe française.

## Biographie
Emmanuèle de Lesseps est née en juin 1946 à La Chapelle-Gaugain dans la Sarthe. Ferdinand de Lesseps, le diplomate et entrepreneur qui s'est rendu notoire par la construction du canal de Suez, est son arrière-grand-père paternel. Son père est un pianiste concertiste, handicapé à la suite d'un accident. Sa mère élève les sept enfants tout en travaillant : elle donne des cours particuliers, puis devient secrétaire et enfin cadre littéraire aux Éditions Hatier. Emmanuèle de Lesseps grandit à Paris où sa famille a déménagé. Elle obtient son bac philosophie et s'inscrit à la rentrée 1964 à l’université de Nanterre. En 1965, durant l’été, elle effectue son premier voyage à New York. Elle y perfectionne son anglais, y découvre également une effervescence des idées, notamment le Women's Lib, et y tisse des liens dans le milieu littéraire,.
Revenue en France, elle écrit un recueil de nouvelles, L’Époque de Bertrand, paru au Mercure de France en 1969, et travaille comme traductrice, Elle traduit en particulier, au début des années 1970, deux œuvres délibérément provocatrices et restées notoires,  l’essai SCUM Manifesto de la New-Yorkaise Valerie Solanas, et la pièce de théâtre Sauvés du dramaturge britannique Edward Bond.  Elle s'est vu adresser l’ouvrage  en anglais SCUM Manifesto par un autre traducteur, Éric Kahane, et, dit-elle, à la lecture de ce manifeste « J’ai tout d’abord ri, puis me suis dit que ce serait amusant à traduire ». La première phrase de cette œuvre est édifiante : « Vivre dans cette société, c’est au mieux y mourir d’ennui. Rien dans cette société ne concerne les femmes. Alors, à toutes celles qui ont un brin de civisme, le sens des responsabilités et celui de la rigolade, il ne reste qu’à renverser le gouvernement, en finir avec l’argent, instaurer l’automation à tous les niveaux et supprimer le sexe masculin. ». 
Elle devient également une militante féministe de la première heure dans l’Hexagone.  Elle s’engage en 1968 dans le groupe FMA (Féminin, Masculin, Avenir) aux côtés de Christine Delphy, Anne Zelensky et Jacqueline Feldman. Puis elle est  active de 1970 à 1972 dans la tendance féministe révolutionnaire du Mouvement de libération des femmes (MLF). Elle participe à une action médiatique du Mouvement de libération des femmes, le dépôt de gerbe à la femme du Soldat inconnu le 26 août 1970, organisée en solidarité à une grève de femmes américaines le même jour, et qui marque d'une certaine façon le début du MLF,,.  Elle est logiquement une des signataires du manifeste des 343 paru le 5 avril 1971 dans le N° 334 du magazine Le Nouvel Observateur.
Elle fait aussi partie du groupe de féministes qui fondent la revue Questions féministes en 1977 et du collectif de rédaction. Cette revue est la source et l'organe de publication du féminisme matérialiste. Elle y côtoie notamment Christine Delphy, Monique Wittig, Nicole-Claude Mathieu, Paola Tabet, Colette Guillaumin et Monique Plaza. Lancée en 1981 par un groupe de femmes féministes présidé par Simone de Beauvoir (et constitué de Christine Delphy, Claude Hennequin et elle), la revue Nouvelles Questions féministes (NQF) prend la suite de la revue Questions féministes précédente.
Outre son activité de traductrice et novelliste, elle est également une adaptatrice d'ouvrages pour la jeunesse.

## Traductions  (sélection)
- 1971 : SCUM Manifesto,  de Valerie Solanas
- 1971 : Sauvés, pièce de théâtre de  Edward Bond
- 1979 : Si loin de Babylone, de Jennifer Johnston
- 1983 : L’Été de Katya, de Trevanian
- 1984 : Chute libre, de Dorothy B. Hughes
- 1985: Carol, de Patricia Highsmith
- 1992 : Les Sirènes du golf : nouvelles de Patricia Highsmith
- 1995 et 2013 :  Tous des voleurs republié  ensuite sous le titre Des voleurs comme nous, d’Edward Anderson
- 2001 : Avalon : Le Retour du roi Arthur, de Stephen R. Lawhead

## Autres œuvres (sélection)
- 1969 : L’Époque de Bertrand, recueil de nouvelles.
- 1987 : La Petite Poule rousse, reprise et adaptation d’un conte traditionnel ;  illustration par Génia.